# Luis Francisco Madero Forero
Luis Francisco Madero Forero (Pacho, 1924 - Bogotá, 1 de noviembre de 1989) fue un político colombiano.

## Biografía
Nacido en Pacho (Cundinamarca). Graduado de derecho de la Pontificia Universidad Javeriana en 1947. Miembro del Partido Conservador, organizó un paro cívico para protestar contra el narcotráfico. Fue elegido diputado de Cundinamarca en 1968.  En 1980, elegido como representante a la Cámara por Cundinamarca fue el ponente del proyecto de extradición. En el momento de su muerte pertenecía a la comisión segunda de la Cámara de Representantes, encargada de estudiar los asuntos militares e internacionales, además de apoyar la manifestación en Pacho contra el bazuco.

## Asesinato
Fue asesinado el 1 de noviembre de 1989, en la calle 56 con carrera 13, en la localidad de Chapinero en Bogotá, cuando se dirigía a su residencia tras asistir a la sesión plenaria de la Cámara de Representantes, por orden de Gonzalo Rodríguez Gacha del Cartel de Medellín.